# Kloster Utstein

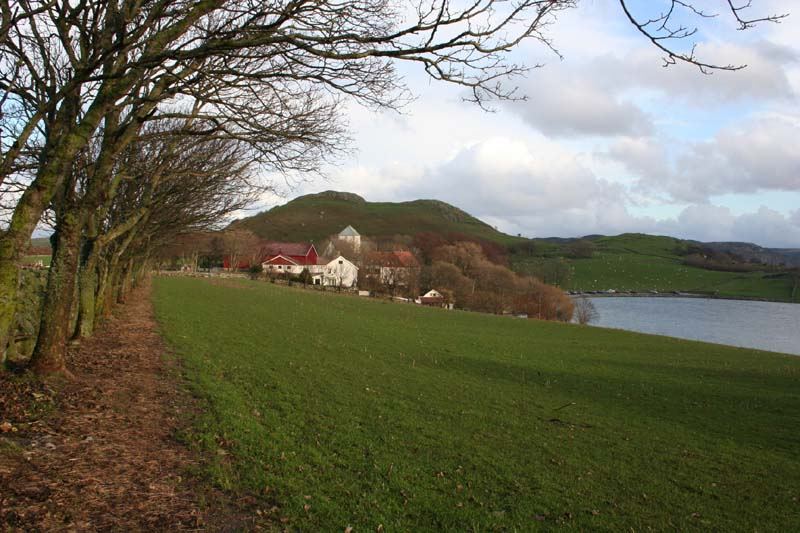
Kloster Utstein auf Klosterøy

Das Kloster Utstein liegt in Norwegen in der Kommune Stavanger in Rogaland. Das ehemalige Augustinerkloster war dem heiligen Laurentius geweiht und wurde auf der Insel Klosterøy errichtet. Es gehörte zum Bistum Stavanger. Es ist heute die am besten erhaltene mittelalterliche Klosteranlage Norwegens und ist mit der Olavsrose ausgezeichnet.

## Geschichte

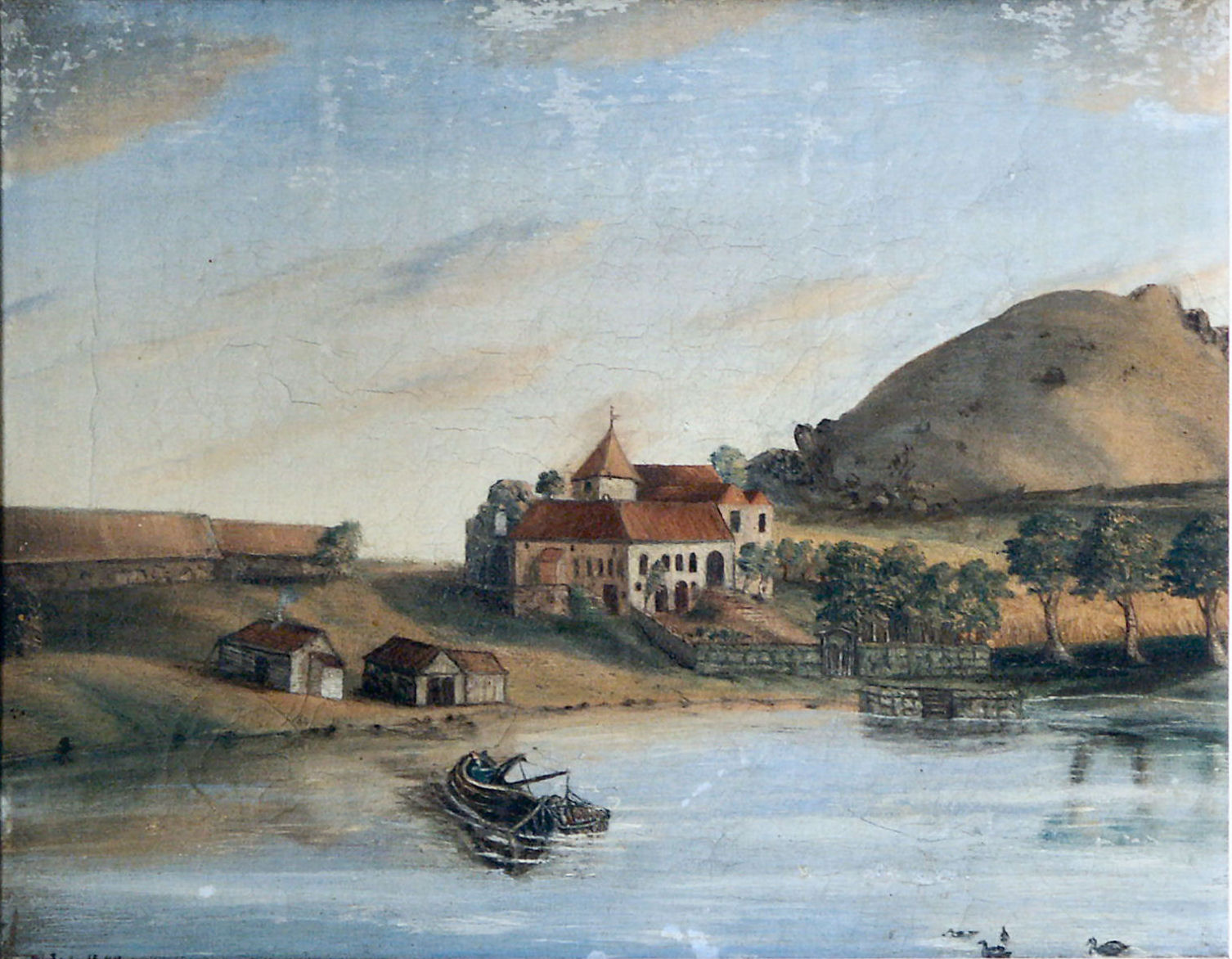
Gemälde des Klosters

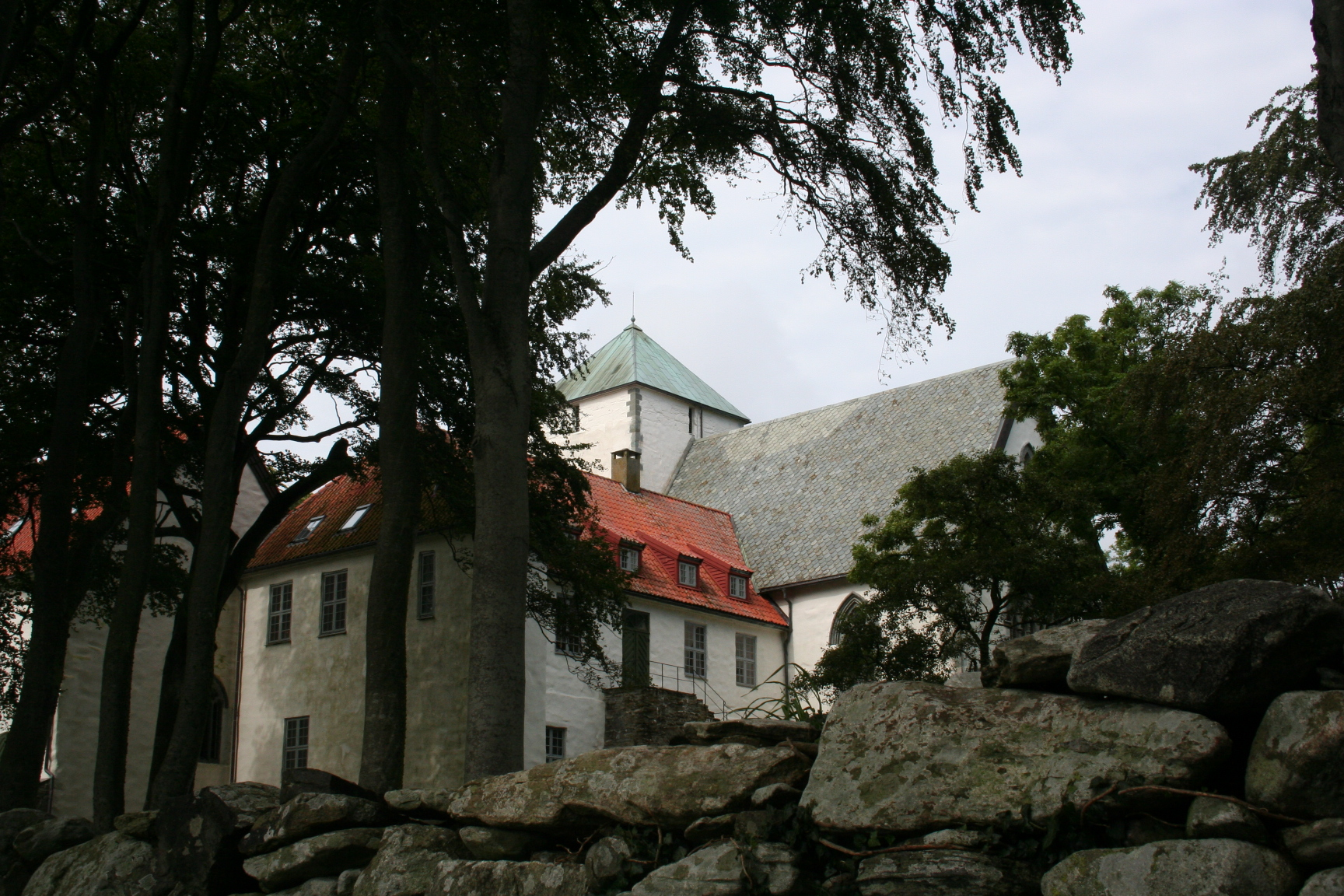
Kloster Utstein

Zu Beginn der Geschichte von Utstein nimmt die Schlacht Harald Hårfagres am Hafrsfjord eine zentrale Stellung ein, denn Utstein war einer der fünf Königshöfe Haralds in Südwestnorwegen. Utstein war gut befestigt und nicht leicht einzunehmen. Als aber Harald in der Schlacht am Hafrsfjord gesiegt hatte, war die Lage für die Herren von Utstein unhaltbar geworden, und sie mussten sich ergeben. Die Quellen berichten auch, dass Harald seither auf Utstein residiere, während sie von der Schlacht in der Vergangenheitsform berichten und dabei von Utstein noch keine Rede ist. Auch spätere norwegische Könige residierten hier, bis 1264 Magnus Lagabøte Utstein als Residenz aufgab und es an die Augustiner übergab.
Das Kloster wurde 1263, nach anderen Angaben 1264 bis 1280, wahrscheinlich unter Magnus Lagabøte errichtet. Die erste Erwähnung ist aus dem Jahr 1286 überliefert.
In dem Augustinerkloster lebten etwa 20 bis 30 Mönche und doppelt so viele Laien für die Bewirtschaftung. Die ersten Mönche stammten wohl aus Dänemark, England und Frankreich. Das Kloster hatte reiche Erträge aus 150 Anwesen und konnte bis zu 250 Menschen jährlich ernähren. Es galt als reichstes Kloster Norwegens. Die Mönche bauten im damals noch nicht mit Bodenplatten ausgelegten Hof des Klosters ungefähr 110 verschiedene Heilpflanzen an. Sie führten auch aus Klöstern anderer Länder Obstbäume und Kräuter ein. Neben Obst wurde auch Gemüse, Hanf und Leinen angebaut. Insbesondere wurden auch die Kräuter angebaut, die zur Herstellung von Tinte erforderlich waren, die zum Schreiben von Manuskripten erforderlich war.
Kloster Utstein war befestigt. Es kam in den dreißiger Jahren des 14. Jahrhunderts zu einem ernsten Konflikt zwischen dem Bischof von Stavanger Eirik Ogmundsson und dem Abt Erik. Ihm wurde unmenschliche Härte gegenüber den Mönchen und Unterschlagung klösterlicher Kostbarkeiten zu Gunsten seiner Freunde und Verwandten vorgeworfen, was aber auch vom Bischof übertrieben dargestellt worden sein kann. 1348 war Norwegen von einer Pestepidemie betroffen, die viele Menschenleben forderte und für das Kloster auch zu starken Einnahmeverlusten und Hunger führte. Zu Beginn des 16. Jahrhunderts kam es erneut zu einem Konflikt zwischen Bischof und Abt, der nun Henrik hieß. Anlass war ein Streit um Fischereirechte. Die Truppen des Bischofs brachen mehrere Male in das befestigte Kloster. Beim ersten Mal konnte der Abt entkommen, aber kurze Zeit später kam der Bischof mit einem ganzen Heer und mit Kriegsmaschinen. Es folgte eine lange Belagerung, bis schließlich im Jahr 1515 Soldaten des Bischofs das Kloster erstürmten. Sie stiegen mit Leitern über die Mauer und brachen den Turm nieder. Der Abt schilderte später, er sei im Bett blutig geschlagen und gefesselt nach Stavanger gebracht worden, wo er um die 100 Tage gefangen gehalten wurde. Das Kloster wurde in der Zwischenzeit verwüstet und brannte nieder. Die Mönche wurden vertrieben. Ein paar Jahre später wurde der Abt des jedoch auch weiterhin als Klosters genutzten Komplexes erneut gefangen genommen, diesmal von Vincens Lunge von der Bergenhus.
Mit der Reformation 1537 wurde auch Utstein Kloster säkularisiert. Es gelangte in den Besitz der dänischen Krone, die Zahl der Mönche verringerte sich. Durch Christofer Trondsson Rustung wurde die Klosteranlage im Frühjahr 1539 mit 60 Mann erneut verwüstet und niedergebrannt. Im 17. Jahrhundert wurde die Klosterkirche zur Gemeindekirche. Die Ausstattung aus dieser Zeit schufen der Maler Gottfried Hendtzschel und der Schnitzer Laurids Sknekker. Das Klostergut war 130 Jahre lang dänisches Krongut. 1623 wurde Barbro Bjelland wegen Hexerei und Ketzerei beschuldigt, verurteilt und schließlich am Strand der Insel bei lebendigen Leib verbrannt. Sie war Bedienstete in Utstein und wurde zur kranken Frau des Verwalters gerufen. Die Frau sah im Delirium den Teufel bzw. Geister durch die Wand treten. Diese Vision führte zur Beschuldigung gegen Bjelland.
Bis 1665 waren nacheinander neun dänische Adlige Besitzer des Guts, Umbauten erfolgten durch Erik Urne. Schließlich war es unbewohnt und verfiel. 1665 erwarben dann fünf dänische Adlige das Gut, die jedoch nicht vor Ort wohnten, sondern einen Verwalter einsetzten. 1700 erwarb der Norweger Johan Frimann das Anwesen. Seine Tochter Karen heiratete den aus Bergen stammenden Johan Garmann. Die Familie Garmann war ab 1706 für fast 200 Jahre Eigentümer des Guts. 1750, nach anderen Angaben bereits 1749, zog der Justizrat und Vogt Christopher Garmann ein. Die Gebäude wurden instand gesetzt, zum Teil stark umgebaut und das Anwesen zu einer der schönsten Barockanlagen des Westlandes. Nach dem Tod Garmanns 1779 stellte sich das Gut als stark verschuldet heraus. Der Familie Garmann gelang es zwar das Gut zu ersteigern, dies jedoch nur mit einer deutlich reduzierten Fläche. Das Gut stand bis in das nächste Jahr leer und wurde dann vom Sohn Christopher Garmanns, Johan Garmann II., übernommen, bis er 1799 verstarb und das Gut zunächst von einem Verwalter, dann von seinem Sohn Johan III. fortgeführt wurde. Bei seinem Tod 1844 umfasste das Gut 113 Kühe, 300 Schafe und 24 Pferde. Es wurde dann zwischen seinen Kindern Christopher und Børre aufgeteilt, wobei Børre nach einiger Zeit dann auch die andere Hälfte übernahm. Er konzentrierte sich vor allem auf die Schafzucht und hatte dann die größte Schafherde Norwegens.

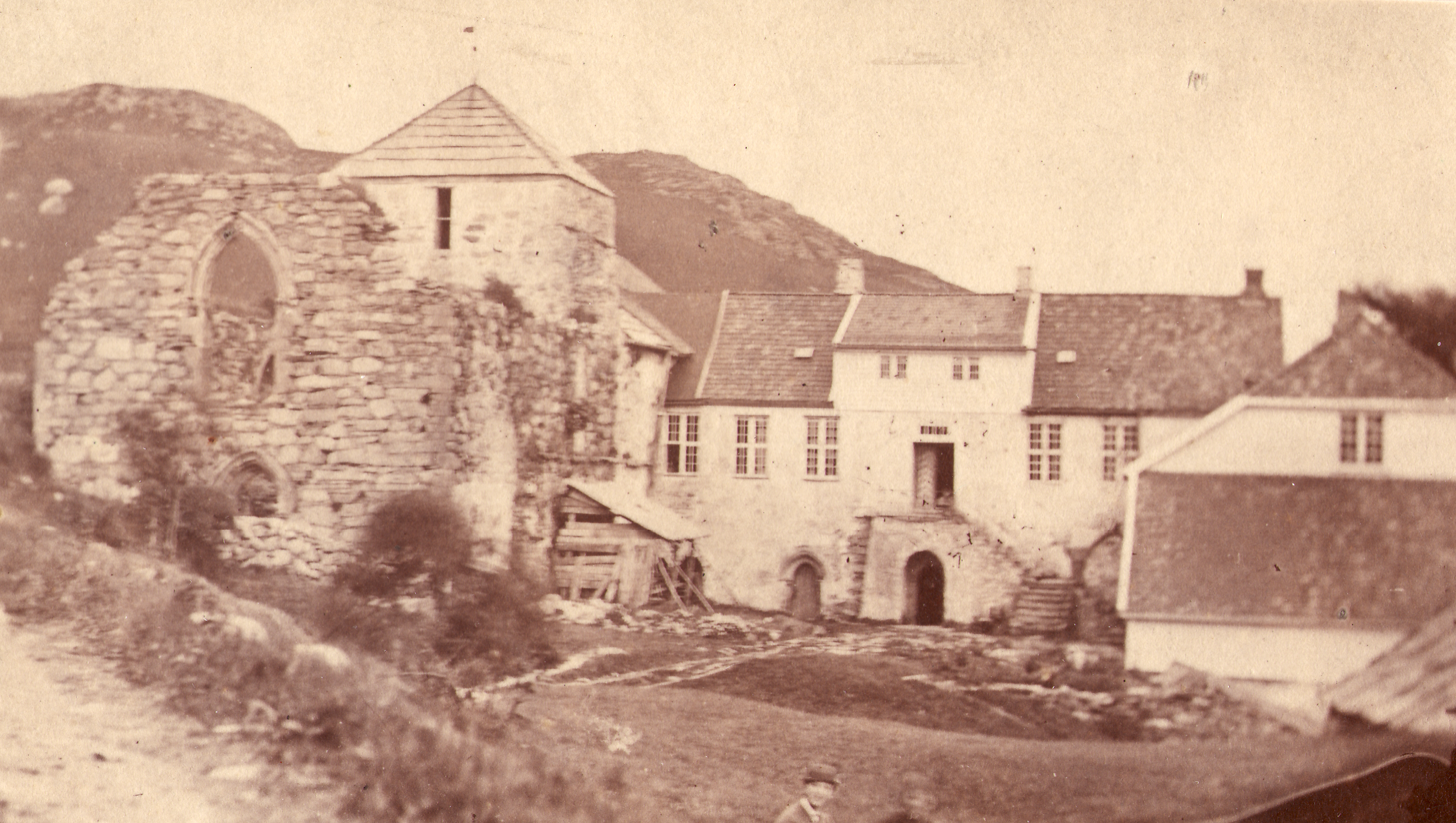
Kloster, vor 1868

Aus dem Jahr 1859 datiert eine erste Studie zum Kloster, die der Architekt C. Christie im Auftrag der Gesellschaft zum Schutz historischer Baudenkmäler erstellte.
1885 übernahm der Cousin von Børre Garmann und von ihm 1875 als Sohn adoptierte, Eilert Garmann Schanche das Kloster und führte es mit großem Erfolg. Der Chor der Kirche wurde 1899 staatliches Eigentum und wurde zusammen mit dem Turm etwa um 1900 restauriert. Eilert Garmann Schanche ging dann in die Politik, übersiedelte nach Christiania und übergab das Gut seinen Söhnen Børre II. und Eilert II., die es von 1910 bis 1919 bewirtschafteten. 1919 übernahm Børre II. das gesamte Gut, geriet jedoch in wirtschaftliche Schwierigkeiten, so dass er 1933 das eigentliche Kloster und den im Inneren gelegenen Garten an die Rennesøy savings bank veräußern musste.
Ein Verein zur Bewahrung des Klosters erwarb die Klosteranlage 1935 für 37.500 Norwegische Kronen. Die anderen Teile blieben im Besitz der Familie und werden bis heute (Stand 2008) als landwirtschaftlicher Betrieb geführt.
Die Klostergebäude dienten als Wohnhäuser und wurden erst in den 1950er- und 1960er-Jahren instand gesetzt. Grundlage hierfür waren vom Architekten Gerhard Fischer um 1930 durchgeführte Untersuchungen und Arbeiten. Zur Neueröffnung der Anlage im Jahr 1965 war der norwegische König Olav V. anwesend.
Heute ist das Kloster im Besitz der Stiftung Kloster Utstein. Es beherbergt ein Museum und dient als Konferenz- und Konzertstätte.

## Mittelalterliche Gebäudeteile

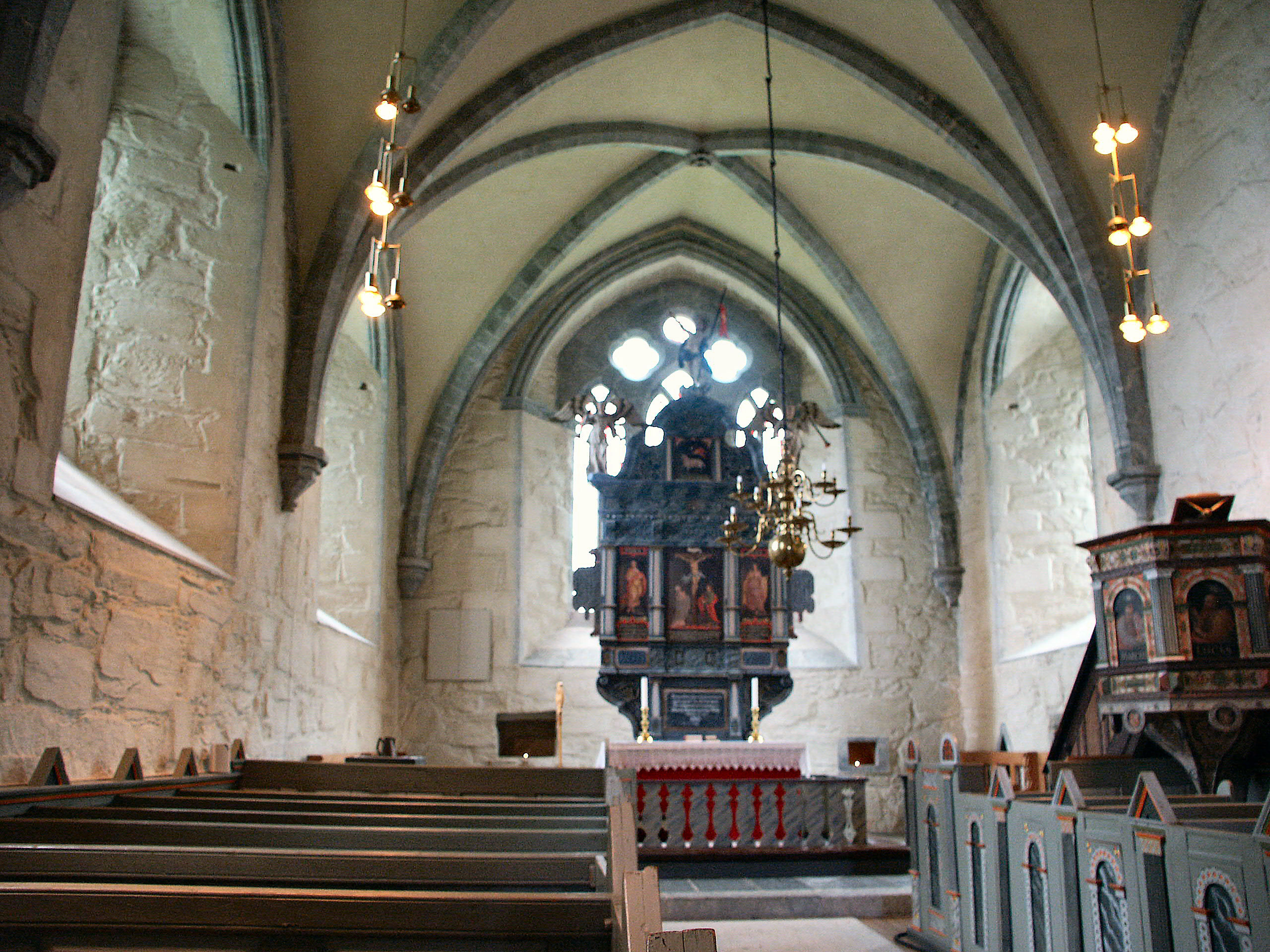
Klosterkirche, Chor

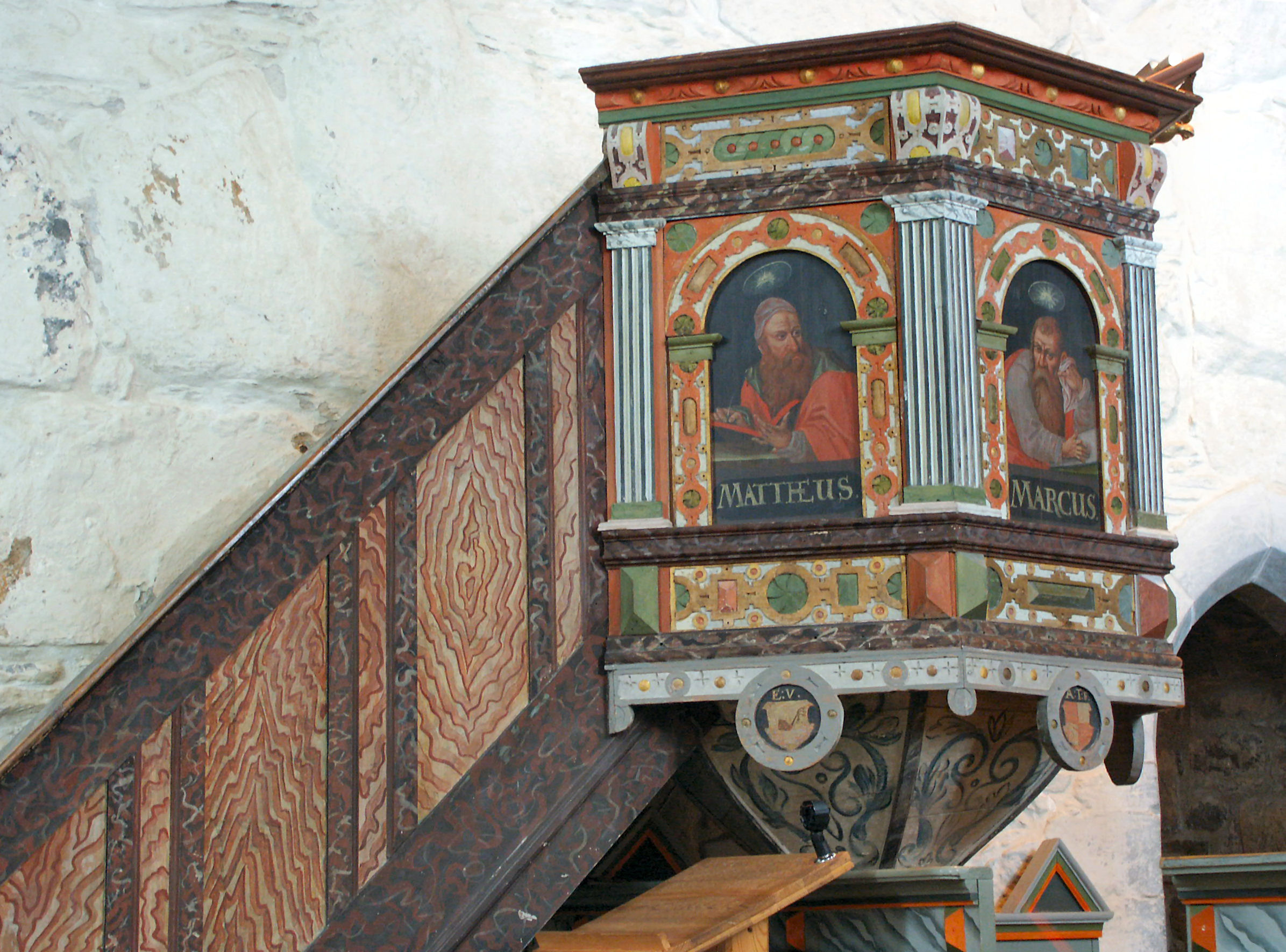
Klosterkirche, Kanzel

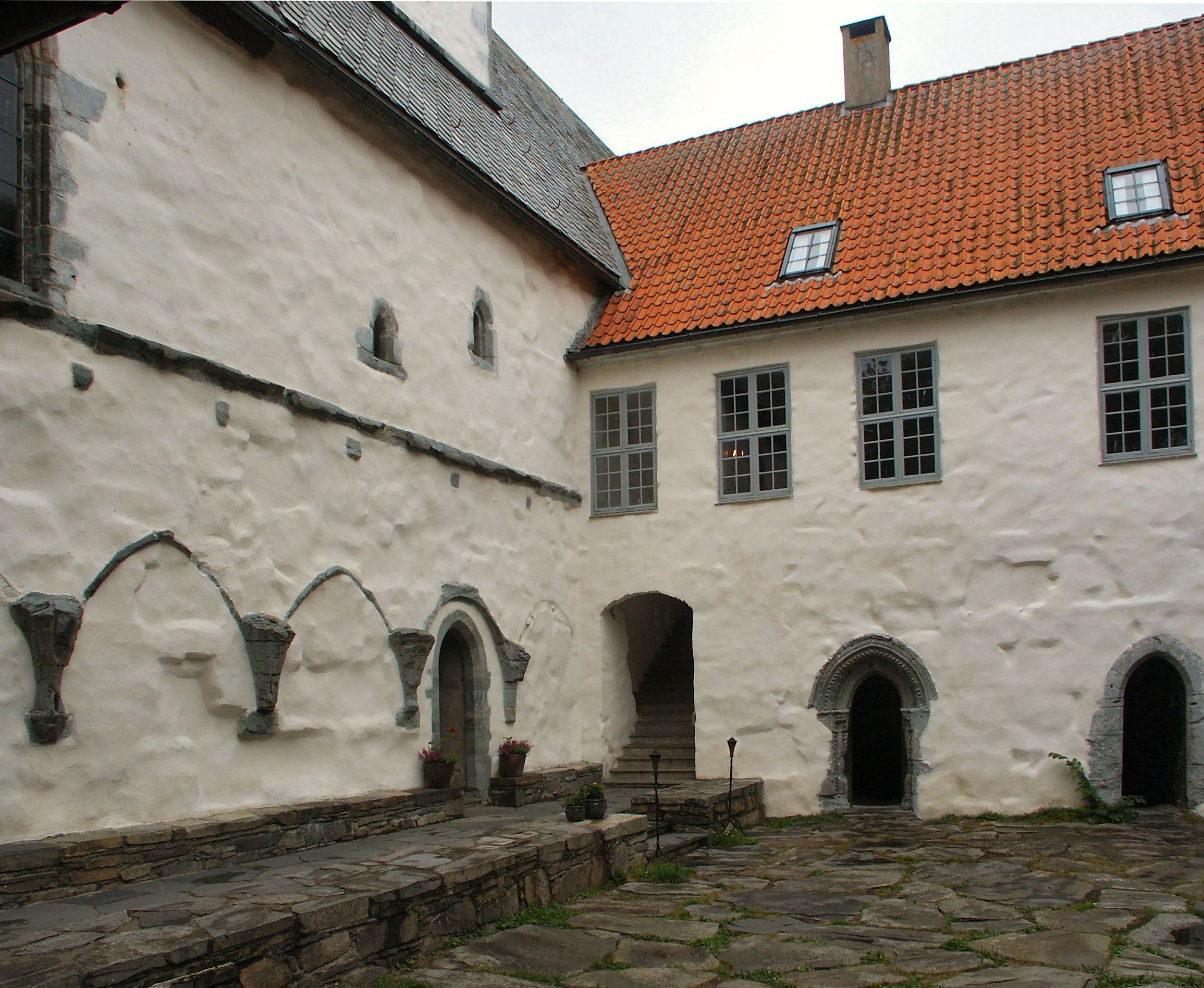
Klosterhof, links die Kirche, Ansätze des Kreuzganges sind sichtbar, angrenzend der Ostflügel mit den zwei Türen zum Sprechzimmer und zum Scriptorium

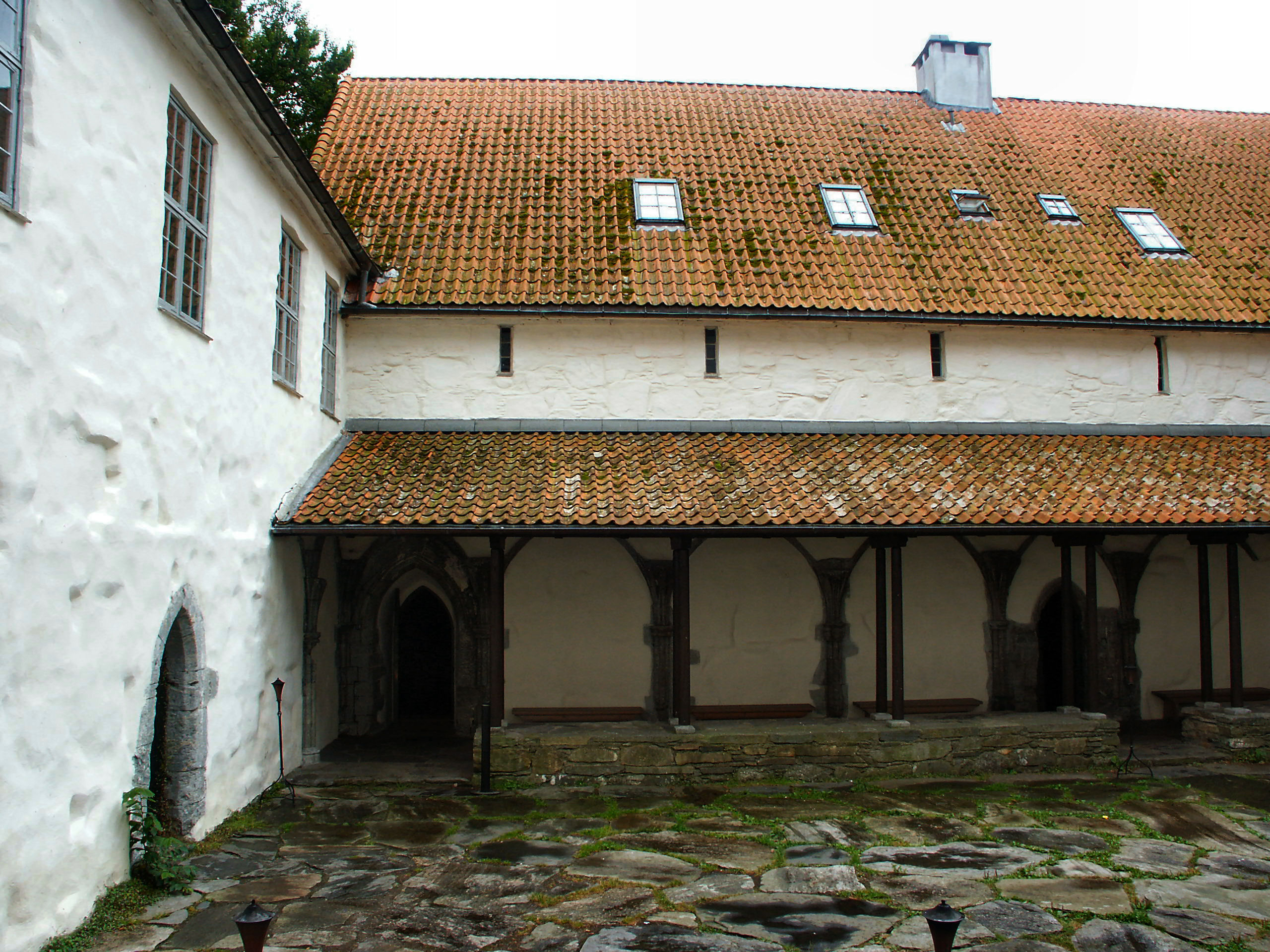
Klosterhof, Südflügel mit Refektorium

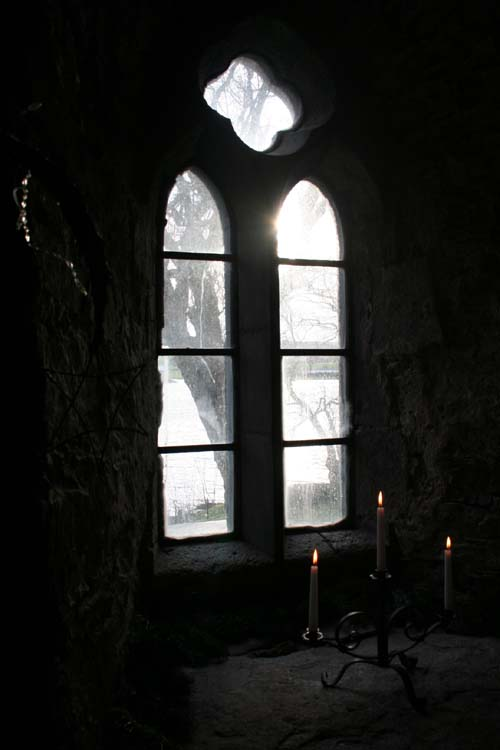
Fenster in der Klosterküche

Die Kirche wurde über einem rechteckigen Grundriss mit den Innenmaßen von 7 m × 37 m errichtet. Zwischen Kirchenschiff und Chor ist der Turm platziert, eine Gebäudeanordnung, die in Norwegen einzigartig ist. Der Grundriss des Turmes ist auch schmaler als der von Chor und Schiff. Im Bereich des Turmes befinden sich die Fundamente einer älteren Kirche von etwa 13 m × 7 m Außenmaß. Dieser Vorgängerbau könnte im Zusammenhang mit dem Königshof gestanden haben. Der im Chor befindliche Altaraufsatz wurde im 17. Jahrhundert aufgestellt. In der Kirche befinden sich Gräber von Mönchen des Klosters und Menschen aus der Umgebung, die hier Grabstätten erworben hatten. Ältester Einrichtungsgegenstand ist der aus der Zeit um 1150 stammende obere Teil des Taufbeckens. Die Herkunft des Stücks ist unbekannt. Denkbar ist, dass es von der hier ursprünglich befindlichen Königskapelle übernommen wurde. Vermutet wird auch eine Herkunft aus der Kirche von Sørbø aus dem nördlichen Teil Rennesøys bzw. der Sankt-Olaf-Abtei in Stavanger. Die Kirche war bedingt durch die Zerstörungen in ihrer Geschichte etwa vier Jahrhunderte ohne Dach. Die heutige Bedachung hat die Form eines umgekehrten Wikingerboots. Der Bau des Dachs erfolgte unter Verwendung von Holznägeln.
Als bemerkenswert gilt die Akustik des Raums. Sie ergibt sich insbesondere auch aus in den Wänden als Resonanzräume eingebauten Töpfen aus gebranntem Ton, die im 13. Jahrhundert aus England importiert worden waren. Die Klosterkirche ist die einzige Kirche Norwegens mit diesem Bauprinzip. Heute wird die Kirche auch als Veranstaltungsort für Konzerte genutzt.
Etwa einmal im Monat wird die Kirche heute auch wieder für Gottesdienste genutzt. Außerdem werden Hochzeiten und Taufen durchgeführt. Noch bis zum Ende des 20. Jahrhunderts war Bedingung für die Durchführung einer Hochzeit in der Kirche, dass man hier geboren war, die Bedingung wurde dann jedoch aufgegeben.
Der unterkellerte Ostflügel grenzt an den Chor der Klosterkirche. Im Erdgeschoss des Konvents liegen ein Gang und die Bibliothek. Eine Treppe direkt am Kirchenschiff führte zum Dormitorium, das sich vor dem Umbau im Obergeschoss des Ostflügels befand. Vom Hof aus führt eine Tür direkt in den ehemals als Bibliothek und Scriptorium genutzten Raum. Eine andere Tür führt vom Hof in das ehemalige Sprechzimmer. Nur in diesem Raum war es den Mönchen erlaubt zu reden. Die Rahmung dieses Portals ist aufwendiger gestaltet und mit einer Verzierung in Zahnreihenform geschmückt. Im Obergeschoss des Ostflügels ist die Wohnung der Familie Garmann erhalten.
Der ebenfalls unterkellerte Südflügel beherbergt den großen Speisesaal, das Refektorium, mit der angrenzenden Klosterküche, die sich mittig zwischen Refektorium und dem Speisesaal der Gebetsbrüder befindet. Zwischen der Küche und den Speisesälen bestanden Durchreichen. Bemerkenswert ist in der Küche das aus dem Jahr 1250 stammende Fenster. Ursprünglich war es statt mit Glas mit Harnblasen von Schweinen versehen. Unweit des Fensters besteht ein Spülbecken, dessen Abwasser nach draußen in den Garten geleitet wurde. Das Becken gilt als ältestes Spülbecken Norwegens. Der heute in der Küche befindliche Kamin wurde erst 1960 errichtet und ist mittelalterlichen Kaminen nachempfunden. Der ursprünglich im Raum vorhandene Kamin ist nicht erhalten, sein ehemaliger Standort in einer Ecke ist aber an alten Rußspuren zu erkennen. Das ursprünglich unbeheizte Refektorium selbst wird durch ein Tonnengewölbe überspannt. Zur Herstellung des Gewölbes wird spekuliert, ob es mittels eines Holzgerüstes oder auf im Innenraum angehäufter Erde errichtet wurde, die nach Fertigstellung dann entfernt worden wäre. Alle Gebäude wurden hauptsächlich aus Speckstein (Kleberstein) errichtet, der auf den benachbarten Inseln abgebaut wurde.
Links des Eingangs befindet sich die Ruine eines Gebäudes die zeitgleich mit dem Kloster errichtet worden waren. Der ursprüngliche Zweck des Baues ist nicht sicher bekannt. Es wird angenommen, dass hier neben dem Oberpriester auch Pilger und Besucher wohnten und wohl auch zur Behandlung ins Kloster gekommene Patienten untergebracht wurden. Im Gebäude bestanden zwei Brunnen, von denen Trümmer erhalten sind. Nahe der westlichen Wand führte eine Treppe vom Meeresufer zumindest bis zum ersten vermutlich sogar bis zum zweiten Stock. Von der Schließung des Klosters an war das Haus bis 1930 als Schweinestall in Nutzung. Im Jahr 1960 erfolgte eine Wiederherstellung der Außenwände. Im Haus durchgeführte Grabungen brachten Keramikfragmente zu Tage. Außerdem wurden Kreide- und Specksteinpfeifen und Backsteine gefunden.

## Sagen
Der Sage nach wurde im Ostflügel des Klosters wiederholt ein Gespenst in Gestalt einer Frau mit langem weißen Kleid gesehen. Dabei soll es sich um den Geist der 1759 verstorbenen Cecilia Widding gehandelt haben. Sie soll erscheinen, seit dem ihr Ehemann Christopher Garmann seinen an ihrem Sterbebett geleisteten Schwur, nach ihrem Tod nicht neu zu heiraten, mit seiner neuen Hochzeit im Jahr 1779 gebrochen habe. Christopher Garmann verstarb neun Tage nach seiner neuen Hochzeit. Andere schreiben die vermeintliche Erscheinung der 1623 wegen angeblicher Hexerei verbrannten Barbro Bjelland zu.